# Вудсон (Тексас)
Вудсон (енгл. Woodson) град је у америчкој савезној држави Тексас. По попису становништва из 2010. у њему је живело 264 становника.

## Демографија
Према попису становништва из 2010. у граду је живело 264 становника, што је 32 (10,8%) становника мање него 2000. године.
| Група             | 2000.       | 2010.       |
| Белци             | 263 (88,9%) | 213 (80,7%) |
| Афроамериканци    | 0 (0,0%)    | 7 (2,7%)    |
| Азијати           | 0 (0,0%)    | 0 (0,0%)    |
| Хиспаноамериканци | 33 (11,1%)  | 42 (15,9%)  |
| Укупно            | 296         | 264         |